# 管理矩陣
管理矩陣（英語：Matrix management）是將管理功能與業務功能視為具有交叉關係的正方形相對關係，此種管理概念，有助釐清於管理功能與業務功能的連帶關係。
此矩陣，一般用於企業。1990年代興起公共管理後，也適用各級行政政府。
| 業務功能／管理功能 | 規劃 | 組織 | 領導 | 控制 |
| ------------------ | ---- | ---- | ---- | ---- |
| 行銷               | －   | －   | －   | －   |
| 生產               | －   | －   | －   | －   |
| 財務               | －   | －   | －   | －   |
| 研究發展           | －   | －   | －   | －   |
| 公共關係           | －   | －   | －   | －   |